# 森林人
森林人（越南语：／，又称水牛猴（越南语：／），在老挝被称为Briaou，据称是栖息于越南雾光县以及越南与老挝和柬埔寨交界地区的一种人形神秘生物。据说，森林人除了脸部、手部、膝盖、脚部，身体其余地方都披着浓密的毛发。雾光县是马敬能博士（Dr. John MacKinnon）所发现的几种新型哺乳动物的发源地。马敬能声称在1970年首次观察到的足迹使他相信类似于魁人的人科生物栖息于这里（而神秘动物学家洛伦·科尔曼则认为森林人是直立人或尼安德特人的后裔）。1971年，有人声称在多乐省附近捕获了两只森林人。1974年，越南人民军中将黄明草请求一支探險隊去寻找该物种的证据，但没有成功。
陈红越教授对森林人进行了大量研究。他一直在做广泛的战后自然资源盘点。1982年，他在位于当今的朱门雷国家公园某处山坡上发现了28×16釐米大小的森林人足印，将其制成了模型。模型照片随后公布在了日本发行的《福庭世界新聞》上。